# 帕高洛尔
帕高洛尔是一种含氮有机化合物，化学式为C16H23NO3，可作为β受体阻滞剂。